# Ryme Intrinseca
Ryme Intrinseca est une paroisse civile et un village du Dorset, en Angleterre.